# Rudolf Kerkhoven

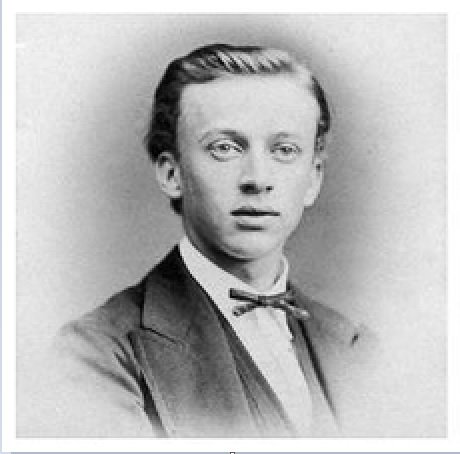
Rudolf Kerkhoven in 1870)

Rudolf Eduard Kerkhoven (Avereest, 9 oktober 1848 – Bandung, 10 mei 1918) was een thee-, koffie- en kinineplanter op Java. Hij vertrok in 1871 vanuit Nederland naar de afgelegen theeonderneming in de Preanger op Java. Hij was de zoon van Rudolf van Kerkhoven en Aleida van Delden. Het echtpaar kreeg zes kinderen, van wie de tweede heel jong stierf.
Het levensverhaal van Kerkhoven is beschreven in de roman Heren van de thee, van Hella Haasse. Dit begint als 
Rudolf na zijn studie in Delft als chemisch technoloog naar Indië reist. Hij hoopte op de afgelegen theeonderneming in Gamboeng zijn vader op te volgen. Door zijn oom Willem van der Hucht was hij dan reeds gewaarschuwd voor het moeilijke leven daar. Na aankomst werkte hij een tijdje bij een fabriek van stoom- en andere werktuigen. Met zijn begeleider Adriaan Holle vertrok hij naar het bedrijf Ardjasari van zijn ouders in de Preanger.
Bij het aanleggen van zijn eigen plantage Gamboeng ondervond hij grote moeilijkheden. Hij trouwde uiteindelijk met Jenny Roosegaarde Bisschop (1858-1907), dochter van de vice-president van het hooggerechtshof. Rudolf kreeg in het bedrijf vele tegenslagen in de tijd dat hun vijf kinderen worden geboren. Uiteindelijk heeft Kerkhoven succes in zijn ondernemingen, maar het werk op de plantages bracht hem geen geluk in het persoonlijke leven. Nadat zijn vrouw in 1907 overleed, stierf Rudolf, 69 jaar oud, op Bandoeng. De marmeren naamplaten op hun graf zijn bij de Indonesische vrijheidsstrijd verwijderd. 
De thee- en kinaonderneming Gamboeng ging in 1921 op in cultuur-maatschappij NV Gamboeng.

## Wetenswaardigheden
Kerkhovens kleinzoon Emile kwam tijdens de Tweede Wereldoorlog om als gevolg van zijn verzetsactiviteiten.
- Library of Congress Control Number: nb2005006751
- Virtual International Authority File: 75834023
- WorldCat: E39PBJB4gHbqmJk7q6YgVPYF8C